# Нікос Каввадіас
Н́ікос Каввад́іас (грец. Νίκος Καββαδίας; нар. 11 січня 1910 Нікольск-Уссурійський — пом. 10 лютого 1975 Афіни) — грецький поет та прозаїк. Писав інтимну любовну лірику, реалістичну романтичну прозу, сповнену тужливих та мариністичних мотивів.

## Біографія
Все його життя було пов`язане з морем. Народився 11 січня 1910 р. в невеликому містечку єпархії м. Харбін, Маньчжурія (сучасний Китай), у родині відомих судновласників з Кефалонії - Харіоласа Каввадіаса та Доротеї Ангелату. Окрім Нікоса, родина мала ще двох дітей: доньку Євгенію та сина Димітриса. Харіолас Каввадіас був власником невеликої фірми, основний дохід якої приносили замовлення царської армії 

З початком Першої світової війни родина залишає Далекий Схід (окрім батька, який невдовзі вирішив повернутися до Росії) їде до Греції, де оселяється в м. Аргостоліон Аргостоліон, що у Кефалінії. З початком Жовтневої революції, батька заарештовують, а його підприємство знищують. 

Новий період в родині наступає, коли у 1921 р. повертається з в`язниці батько. Деякий час родина мешкає на Кефалінії, а згодом оселяється в Піреї. Маленький Нікос починає відвідувати молодшу школу, де його однакласником був майбутній грецький художник та кінорежисер Янніс Царухіс. У шостому класі Каввадіас знайомиться з творчістю письменника Павлоса Нірваноса. Потяг майбутнього письменника до літератури був помітний ще з дитячих років - він любив читати Жуля Верна та різні пригодницькі книжки. Талант письменника починає проявлятися ще у школі, коли Каввадіаса починають друкувати в шкільному періодичному виданні.

Перші вірші публікує у 18 р. під псевдонімом "Павлос Валхалос" у журналі "Великої грецької енциклопедії". Каввадіас успішно складає іспити та вступає до медичної школи. Однак, вимушений був невдовзі покинути навчання через смерть батька, оскільки на нього тепер лягав обов`язок забезпечувати родину. Незважаючи на це, він продовжує писати, і його твори час від часу з`являються на сторінках періодичних видань.

У 1928 р. вперше юнгою вступає на службу на судно. Наступного року відбувся його перший рейс як справжнього моряка на торговому судні. У 1933 р. виходить друком його перша збірка поезій "Марабу", яка загалом не була прийнята у літературному товаристві - позитивні відгуки надійшли тільки від Фотоса Політиса та Костаса Варналіса. 

1934 р. родина Каввадіасів знову переїздить: цього разу до Афін. Їхній будинок стає місцем зустрічі місцевої інтелігенції. Каввадіаса тоді всі описують як людину, яку любили усі: приємний, охайний, з невичерпним почуттям гумору. 1938 р. його відправляють на службу в Ксанті. 1939 р. отримує диплом радиста нижчого класу. у 1940 р. продовжує служити вже в Албанії як водій фельдшерського екіпажу.

Під час окупації стає частиною Національно-визвольного фронту Греції. У той же час вступає до Комуністичної партії Греції. Тоді ж стає членом Спілки грецьких письменників, надрукувавши лише одну книгу, в той час як обов`язковою для вступу була наявність хоча б трьох книг. Він активно пише; для цього періоду характерними є партизанські вірші, такі як "Над могилою Епонітиса".
На початку 1945 р. займає пост голови Спілки письменників-поетів Національно-визвального руху, але вже 6 жовтня цього ж року передає цей пост Нікіфоросу Вреттакосу, у зв'язку з відбуттям на службу на судні "Коринфія"

У період з 1954 по 1974 р. постійно подорожує. За цей час відбувається декілька знакових для письменника подій: спершу смерть меншого брата, пізніше матері, вихід 1959 р. друком французькою мовою оповідання "Вахта", перевидання "Марабу" та "Туману" 1960р.

Помер письменник 1975 р. в клініці "Святих апостолів" в Афінах від інсульту. Був похований на Першому афінському кладовищі у присутності багатьох людей мистецтва. 

## Твори
Поезія

- "Марабу" (1933)

- "Туман" (1947)

- "Траверс" (1975)

- "Щоденник стернового" (видана посмертно у 2005, містить також прозові твори)

Проза

- "Вахта" (1954)

- "Лі" (1974)

- "Про війну" або "Верхи на коні" (видана посмертно у 1987).